# Coppa Sabatini 1955
La Coppa Sabatini 1955, quarta edizione della corsa, si svolse il 6 ottobre 1955 su un percorso di 175 km. La vittoria fu appannaggio dell'italiano Angelo Miserocchi, che completò il percorso in 4h30'00", precedendo i connazionali Luciano Morini e Giuseppe Pintarelli.

## Ordine d'arrivo (Top 10)
| Pos. | Corridore           | Squadra        | Tempo    |
| ---- | ------------------- | -------------- | -------- |
| 1    | Angelo Miserocchi   |                | 4h30'00" |
| 2    | Luciano Morini      |                | a 0'15"  |
| 3    | Giuseppe Pintarelli | Leo-Chlorodont | a 0'25"  |
| 4    | Romano Bani         |                | a 2'50"  |
| 5    | Virgilio Rezzi      |                | s.t.     |
| 6    | Adriano Benedettini |                | s.t.     |
| 7    | Ugo Massocco        | Tebag          | s.t.     |
| 8    | Giuliano Natucci    |                | s.t.     |
| 9    | Alberto Negro       | Torpado        | s.t.     |
| 10   | Roberto Masoni      | G.S. Alfa Cure | s.t.     |